# 宍喰温泉
宍喰温泉（ししくいおんせん）は、徳島県海部郡海陽町にある温泉。

## 泉質
- ナトリウム-炭酸水素塩泉
- 泉温　29.2℃
- 地下1000メートルから湧出している。

## 温泉地
国道55号沿いに、「道の駅宍喰温泉」と隣接した宿泊施設「ホテルリビエラししくい」が存在する。日帰り入浴可能。
ホテル前の大手海岸は、サーフィンのメッカとなっている。
以前は「道の駅宍喰温泉」でも入浴が可能だったが、ボイラー故障で2008年に閉鎖された。

## 営業時間
- 6:30 - 9:00 / 11:00 - 23:00

## アクセス
阿佐海岸鉄道阿佐東線宍喰駅から、徒歩10分。
徳島自動車道徳島ICより、車で120分。